# Iceland (supermarché)
Pour les articles homonymes, voir Iceland (homonymie).

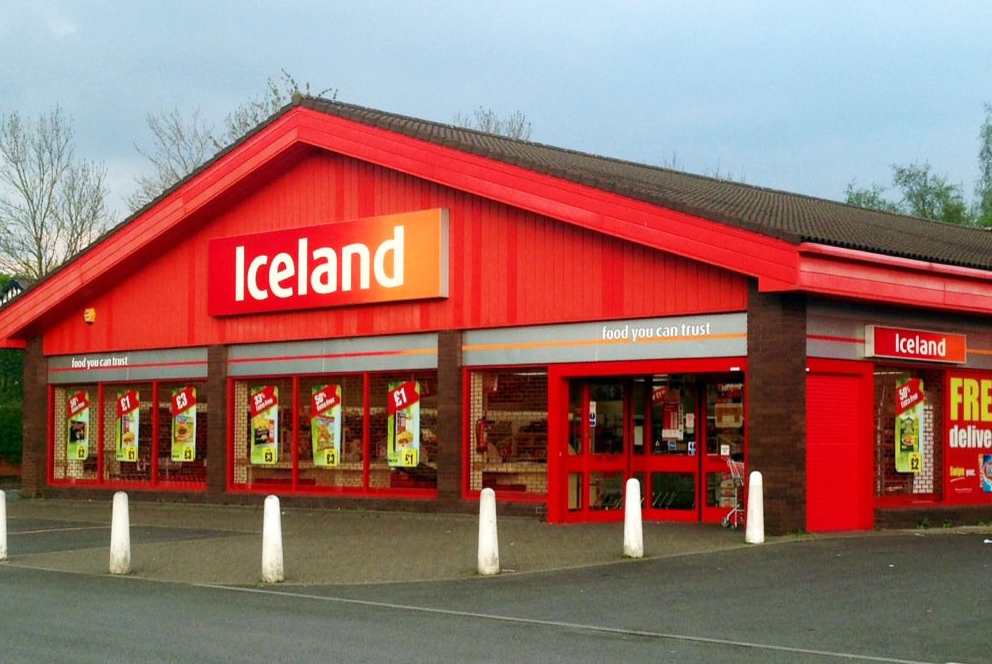
Un supermarché Iceland supermarket à Horwich.

Iceland est une chaîne de supermarchés britanniques. En 2000, la marque comptait plus de 700 boutiques.